# Janvier 2024
Janvier 2024 est le premier mois de l'année 2024.

## Environnement

### Global
En janvier 2024, la température moyenne de l'air au niveau mondial était de 13,14°C. Ce qui est supérieur de +1,52°C par rapport à la moyenne la période pré-industrielle 1850-1900. Il s'agit du mois de janvier le plus chaud jamais mesuré, dépassant le record de celui de janvier 2020. Ce record sera battu dès l'année suivante par janvier 2025 (température de l'air moyenne de 13.23°C).
Par endroit, des records de chaleur marine à la surface des océans sont battus, dépassant même les relevés d'août 2023.
Il s'agit du huitième mois d'affilée à battre un record mondial de chaleur. Et du douzième mois d'affilée à dépasser la limite de +1,5°C fixée par l'Accord de Paris sur le climat.

### Espagne
L'Espagne, où la température moyenne normale pour un mois de janvier est de 10,6°C, est frappée par une vague de chaleur qui apportent des températures comparables à celles d'un mois de juin. L'Agence d'État de météorologie annonce que le 25 janvier, des températures de 20°C ou plus sont relevées dans plus de 400 stations météos automatisées. Dont certaines se rapprochant des 30°C : 27,8°C à Malaga (Andalousie), 28,5°C dans la région de Murcie et un pic de 29,5°C à Chelva dans celle de Valence. En outre, durant la nuit du 24 au 25 janvier, dans la station de ski de Puerto de Navacerrada, située à 1900m d'altitude, la température n'est pas passée en-dessous des 10°C.
La température moyenne en Espagne en janvier 2024 est supérieure de +2.4°C à la moyenne des mois de janvier en Espagne sur la période de référence, et à +0,4°C par rapport au record de janvier 2016.
Ceci s'inscrit dans un phénomène où l'Espagne est de plus en plus touchée par des vagues de chaleur, de manière de plus en plus rapprochée y compris en-dehors de l'été. En outre, elle participe aussi à une sécheresse qui dure depuis plusieurs mois.

## Événements
- 28 décembre au 6 janvier : 72e édition de la tournée des quatre tremplins (saut à ski) en Allemagne et en Autriche.
- 1er janvier :
  - auto-dissolution de la république du Haut-Karabagh[4] ;
  - l’Arabie saoudite, l’Égypte, les Émirats arabes unis, l’Éthiopie et l’Iran rejoignent les BRICS qui deviennent les BRICS+ ;
  - de puissants séismes font plus de trois cents morts et disparus, plus de six cent blessés et provoquent de graves dégâts dans l'ouest du Japon[5].
- 2 janvier :
  - au Japon, le vol Japan Airlines 516 entre en collision à Tokyo-Haneda avec un avion de secours, tuant cinq personnes et en blessant une quinzaine ;
  - au Liban, une frappe aérienne israélienne dans la banlieue sud de Beyrouth provoque la mort de sept membres du Hamas dont Saleh al-Arouri, vice-président du bureau politique du parti ;
- 3 janvier : en Iran, 94 personnes sont tuées dans un double attentat-suicide à Kerman, lors d'une commémoration du quatrième anniversaire de l'assassinat du général Qassem Soleimani[6].
- 4 au 16 janvier : championnat d'Europe masculin de water-polo en Croatie.
- 5 au 19 janvier : 46e édition du Rallye Dakar en Arabie saoudite.
- 5 janvier : La Corée du Nord tire 200 obus d'artillerie près de l'île sud-coréenne de Yeonpyeong, provoquant des évacuations[7].
- 5 au 13 janvier : 20e édition du championnat d'Europe féminin de water-polo aux Pays-Bas.
- 5 au 6 janvier : au Niger, des frappes de drone de l'armée tuent 50 civils dans le village de Tiawa, à l'ouest de Niamey[8].
- 7 janvier :
  - élections législatives au Bangladesh ;
  - départ de la 1re édition de l'Arkéa Ultim Challenge.
- 8 janvier :
  - en Équateur, proclamation de l'état d'urgence dans tout le pays après l'évasion d'Adolfo Macías Villamar[9]et les violences armées qui ont suivi ;
  - aux États-Unis, lancement de la fusée Vulcan Centaur, appartenant à une compagnie privée, vers la Lune.
  - en France, démission de la Première ministre Élisabeth Borne et de son gouvernement[10].
- 8 au 14 janvier : 115e édition des championnats d'Europe de patinage artistique en Lituanie.
- 9 janvier :
  - élections législatives au Bhoutan (2d tour) ;
  - en France, le ministre de l'Éducation nationale, Gabriel Attal, est nommé Premier ministre[11] ;
  - en Pologne, l'ex-ministre de l'Intérieur Mariusz Kamiński, et un de ses proches collaborateurs Maciej Wąsik (en), sont arrêtés par la police polonaise dans le palais présidentiel et amené directement en prison, car en décembre 2023 ils avaient été condamnés à 2 ans ferme pour avoir fait surveiller illégalement un membre du gouvernement en 2007, lorsque Kaminski était le chef du bureau central anticorruption[12].
  - en Somalie, un hélicoptère de transport Mil Mi-8 opérant pour l'Organisation des Nations unies effectue une atterrissage d'urgence — soit pour une panne moteur soit à la suite de tirs — à Xin Dheere (ceb), un village de la région de Galguduud. Six des neuf occupants sont capturés par le Harakat al-Chabab al-Moudjahidin, un est assassiné et deux portés disparus. L'hélicoptère est incendié[13].
- 10 au 28 janvier : 16e édition du championnat d'Europe masculin de handball en Allemagne.
- 11 janvier : 
  - la marine iranienne prend le contrôle du pétrolier civil St Nikolas, battant pavillon des Îles Marshall, contrôlé par les États-Unis et exploité par la Grèce[14].
  - Début du cyclone Belal dans l'océan indien.
  - Un Français découvre le huitième plus gros diamant des Etats-Unis, le diamant "Carine", dans le Cratère des diamants en Arkansas[15].
- 12 janvier : frappes au Yémen par les forces américaines et britanniques contre les Houthis.
- 12 janvier au 10 février : Coupe d'Asie des nations de football au Qatar.
- 13 janvier : 
  - élections législatives et élection présidentielle à Taïwan, Lai Ching-te est élu.
  - La Turquie lance des frappes aériennes contre des militants kurdes en Irak et en Syrie, un jour après que neuf soldats turcs ont été tués dans une fusillade en Irak[16].
- 13 janvier au 11 février : Coupe d'Afrique des nations de football (CAN 2023) en Côte d'Ivoire.
- 14 janvier :
  - aux Comores, la réélection du président Azali Assoumani est suivie de violentes émeutes populaires ;
  - abdication de Margrethe II, reine de Danemark, en faveur de son fils Frederik X.
  - un avion-radar Beriev A-50U et un poste de commandement aéroporté Iliouchine Il-22 de la force aérienne russe sont attaqués par des missiles au-dessus de la mer d'Azov[17]. Le premier est abattu avec onze ou douze personnes à bord et le second doit effectuer un atterrissage d'urgence sur l'aéroport d'Anapa. La force aérienne ukrainienne est crédité de l'attaque[18].
- 14 au 28 janvier : 112e édition de l'Open d'Australie (tennis).
- 15 janvier : 
  - clôture de la cryptomonnaie vénézuélienne Petro[19] ;
  - début des manifestations en Bachkirie, en Russie, à la suite de l'emprisonnement du militant écologiste Fail Alsynov.
- 16 janvier :
  - un avion d'attaque au sol FTC-2000G de la force aérienne birmane est abattu par un missile sol-air très courte portée FN-6 de l'Armée pour l'indépendance kachin dans l'État Shan en Birmanie. Les deux pilotes sont tués[20].
  - un soldat congolais est tué et deux autres sont arrêtés par l'armée rwandaise lors d'une fusillade transfrontalière dans le district de Rubavu, au Rwanda[21] ;
  - attaque de missiles iraniens contre le Pakistan.
- 17 au 27 janvier : 26e édition du championnat d'Afrique des nations masculin de handball en Égypte.
- 17 janvier : au moins 20 personnes sont tuées dans une explosion dans une usine de feux d'artifice à Suphanburi, en Thaïlande[22].
- 18 janvier : début du mouvement des agriculteurs en France.
- 19 janvier : 
  - la sonde lunaire JAXA SLIM réalise le tout premier atterrissage en douceur sur la Lune d'un vaisseau spatial japonais[23] ;
  - l'effondrement d'une mine d'or dans le Cercle de Kangaba au Mali fait plus de 70 morts[24].
- 19 au 21 janvier : après la révélation d'un accord secret de l'AfD avec des groupes néonazis pour expulser massivement des ressortissants étrangers et des citoyens allemands d'origine étrangère en cas d'une arrivée au pouvoir de l'AfD, des manifestations contre l'extrême-droite ont lieu à travers toute l'Allemagne, réunissant plus de 1,4 million de personnes[25],[26].
- 19 janvier au 2 février : Jeux olympiques de la jeunesse d'hiver de 2024.
- 20 janvier :
  - la base aérienne Al-Asad en Irak est ciblée par une quinzaine de roquettes et missiles balistiques tirés par un groupe pro-iraniens[27]. Selon les premiers rapports, treize sont abattues par la défense antiaérienne, deux touchent la base. Au moins un militaire irakien est blessé[28] ;
  - une frappe aérienne israélienne visant un bâtiment à Damas en Syrie, tue six personnes dont cinq membres du Corps des gardiens de la révolution islamique iranienne, dont un général du groupe[29],[30].
- 21 janvier :
  - selon les autorités russes, au moins 25 personnes sont tuées par des frappes d'artillerie ukrainiennes sur Donetsk, lieu occupé par la Russie[31].
  - l'astéroïde 2024 BX1 mesurant environ un mètre de diamètre, se désintègre dans l'atmosphère terrestre au-dessus de l'Allemagne, devenant le huitième astéroïde découvert avant d'impacter la Terre.
- 23 janvier : 21 soldats israéliens sont tués dans une explosion puis dans l'effondrement d'un bâtiment à Khan Younès, dans la bande de Gaza[32].
- 22 janvier : séisme au Xinjiang en Chine.
- 24 janvier :
  - en Chine, un incendie dans un magasin de Xinyu dans la province du Jiangxi fait au moins 39 morts[33] ;
  - en Russie, un avion de transport militaire Iliouchine Il-76 de l'armée de l'air russe s'écrase dans l'oblast de Belgorod.
- 25 janvier :
  - élections à l'Assemblée nationale du Népal ;
  - aux États-Unis, la NASA annonce la fin de la mission du petit hélicoptère Ingenuity sur Mars, après que celui-ci a été endommagé lors de son dernier vol une semaine auparavant[34] ;
  - aux États-Unis, le tueur à gages Kenneth Eugene Smith devient le premier condamné à mort de l'histoire à être exécuté par inhalation forcée d'azote, une méthode d'exécution jamais utilisée jusque-là[35],[36] ;
- 26 janvier :
  - élections législatives aux Tuvalu ;
  - la Cour internationale de justice déclare que certaines allégations selon lesquelles Israël aurait commis un génocide dans la bande de Gaza sont « plausibles » et ordonne à Israël de prendre des mesures pour prévenir et punir les actes de génocide, protéger les Gazaouis, autoriser l'aide humanitaire[37].
- 28 janvier :
  - élection présidentielle en Finlande (1er tour) ;
  - Le Burkina Faso, le Mali et le Niger annoncent leur retrait de la CEDEAO[38] ;
  - trois soldats américains sont tués et 34 autres blessés dans une attaque de drone contre une base américaine à Rukban, en Jordanie, près de la frontière avec la Syrie, par des militants de la Résistance islamique en Irak ;
  - 22 personnes sont tuées lors d'une fusillade massive dans le village de Motogatta dans la région de Tillabéri, au Niger[39].
- 29 janvier : Les forces gouvernementales éthiopiennes exécutent 45 habitants d'une ville de l'État régional de l'Amhara dans le nord du pays, où elles affrontent des milices locales[40].
- 31 janvier : la Russie et l’Ukraine procèdent à un échange de prisonniers à la frontière, 195 soldats sont renvoyés en Russie et 207 militaires et civils sont renvoyés en Ukraine, respectivement. L'accord a été facilité par les Émirats arabes unis[41].